# Championnat d'Afrique des nations féminin de handball 1998
Navigation
Bénin 1996 Algérie 2000
La treizième édition du Championnat d'Afrique des nations féminin de handball a eu lieu à Johannesbourg (Afrique du Sud) du 19 au 28 octobre 1998. Joué concomitamment avec le tournoi masculin, ce championnat réunit les meilleures équipes féminines de handball d'Afrique.
La compétition est remportée pour la quatrième fois par l'Angola, vainqueur en finale du Congo. Ces deux nations et la Côte d'Ivoire, troisième, sont ainsi qualifiées pour le championnat du monde 1999.

## Phase de groupe
Les six équipes sont réparties en deux poules de trois équipes. Les deux premières équipes de chaque poule sont qualifiées pour les demi-finales tandis que les deux derniers jouent le match pour la cinquième place.

### Groupe A
|   | Équipe        | Pts | J | G | N | P | Bp | Bc | Diff |
| - | ------------- | --- | - | - | - | - | -- | -- | ---- |
| 1 | Angola        | 3   | 2 | 1 | 1 | 0 | 70 | 36 | 34   |
| 2 | Côte d'Ivoire | 3   | 2 | 1 | 1 | 0 | 54 | 31 | 23   |
| 3 | Mozambique    | 0   | 0 | 0 | 0 | 2 | 33 | 90 | -57  |

| Date         | Équipe 1      | Score   | Équipe 2      |
| ------------ | ------------- | ------- | ------------- |
| octobre 1998 | Angola        | 53 – 19 | Mozambique    |
| octobre 1998 | Côte d'Ivoire | 37 – 14 | Mozambique    |
| octobre 1998 | Angola        | 17 – 17 | Côte d'Ivoire |

### Groupe B
|   | Équipe         | Pts | J | G | N | P | Bp | Bc | Diff |
| - | -------------- | --- | - | - | - | - | -- | -- | ---- |
| 1 | Congo          | 4   | 2 | 2 | 0 | 0 | 68 | 23 | 45   |
| 2 | Cameroun       | 2   | 2 | 1 | 0 | 1 | 63 | 33 | 30   |
| 3 | Afrique du Sud | 0   | 2 | 0 | 0 | 2 | 16 | 91 | -75  |

| Date         | Équipe 1 | Score   | Équipe 2       |
| ------------ | -------- | ------- | -------------- |
| octobre 1998 | Congo    | 46 – 5  | Afrique du Sud |
| octobre 1998 | Cameroun | 45 – 11 | Afrique du Sud |
| octobre 1998 | Congo    | 22 – 18 | Cameroun       |

### Tour final
|  | Demi-finales    | Demi-finales |                        |    | Finale          | Finale          |
|  | Demi-finales    | Demi-finales |                        |    | Finale          | Finale          |
|  |                 |              |                        |    |                 |                 |
|  | octobre 1998    | octobre 1998 |                        |    | 28 octobre 1998 | 28 octobre 1998 |
|  | octobre 1998    | octobre 1998 |                        |    | 28 octobre 1998 | 28 octobre 1998 |
|  | Angola          | 26           |                        |    | 28 octobre 1998 | 28 octobre 1998 |
|  | Angola          | 26           |                        |    | 28 octobre 1998 | 28 octobre 1998 |
|  | Cameroun        | 21           |                        |    | 28 octobre 1998 | 28 octobre 1998 |
|  | Cameroun        | 21           | Angola                 | 31 |                 |                 |
|  | octobre 1998    |              | Angola                 | 31 |                 |                 |
|  |                 | Congo        | 23                     |    |                 |                 |
|  | Congo           | Congo        | 23                     | 18 |                 |                 |
|  | Congo           |              |                        | 18 |                 |                 |
|  | Côte d'Ivoire   | 14           |                        |    |                 |                 |
|  | Côte d'Ivoire   | 14           | Match pour la 3e place |    |                 |                 |
|  |                 |              |                        |    |                 |                 |
|  | 27 octobre 1998 |              |                        |    |                 |                 |
|  |                 |              |                        |    |                 |                 |
|  | Cameroun        | 28           |                        |    |                 |                 |
|  | Cameroun        | 28           |                        |    |                 |                 |
|  | Côte d'Ivoire   | 30           |                        |    |                 |                 |
|  | Côte d'Ivoire   | 30           |                        |    |                 |                 |

#### Match pour la5eplace
| octobre 1998 | Mozambique | 32 - 17 | Afrique du Sud |  |

## Classement final
|                             | Équipe         | Pts | J | G | N | P | Bp  | Bc  | Diff |
| --------------------------- | -------------- | --- | - | - | - | - | --- | --- | ---- |
| Médaille d'or, Afrique      | Angola         | 7   | 4 | 3 | 1 | 0 | 127 | 80  | 47   |
| Médaille d'argent, Afrique  | Congo          | 6   | 4 | 3 | 0 | 1 | 109 | 68  | 41   |
| Médaille de bronze, Afrique | Côte d'Ivoire  | 5   | 4 | 2 | 1 | 1 | 98  | 77  | 21   |
| 4                           | Cameroun       | 2   | 4 | 1 | 0 | 3 | 112 | 89  | 23   |
| 5                           | Mozambique     | 2   | 3 | 1 | 0 | 2 | 65  | 107 | -42  |
| 6                           | Afrique du Sud | 0   | 3 | 0 | 0 | 3 | 33  | 123 | -90  |

L'Algérie a déclaré forfait.